# Lista siturilor arheologice din județul Bistrița-Năsăud - A
Lista siturilor arheologice din județul Bistrița-Năsăud - A conține toate siturile arheologice din județul Bistrița-Năsăud înscrise în Repertoriul Arheologic Național (RAN) și aflate în localități al căror nume începe cu litera A. RAN este administrat de Ministerul Culturii și Patrimoniului Național și cuprinde date științifice, cartografice, topografice, imagini și planuri, precum și orice alte informații privitoare la zonele cu potențial arheologic, studiate sau nu, încă existente sau dispărute.
Puteți căuta un sit din localitățile care încep cu litera A folosind formularul de mai jos sau puteți naviga prin toate siturile din județ la Lista siturilor arheologice din județul Bistrița-Năsăud.
| Cod RAN                                  | Denumire | Localitate                                       | Adresă                 | Datare               | Descoperit | Coordonate                                          | Imagine           | Erori            |
| ---------------------------------------- | --- | ------------------------------------------------ | ---------------------- | -------------------- | ---------- | --------------------------------------------------- | ----------------- | ---------------- |
| 33293.01.01 (Cod LMI: BN-I-s-B-01276)    | Așezarea hallstattiană de la Albeștii Bistriței - "Poderei" / ansamblu anonim (Categorie: locuire civilă) (Tip: Așezare)  | sat Albeștii Bistriței, comuna Galații Bistriței | Platoul Poderei        |                      |            |                                                     | Încărcați imagine | Raportați eroare |
| 33293.02.01 (Cod LMI: BN-I-s-B-01277)    | Așezarea hallstattiană de la Albeștii Bistriței / ansamblu anonim (Categorie: locuire civilă) (Tip: Așezare)              | sat Albeștii Bistriței, comuna Galații Bistriței |                        |                      |            |                                                     | Încărcați imagine | Raportați eroare |
| 34798.01.01 (Cod LMI: BN-I-m-B-01274.03) | Situl arheologic de la Agrișu de Jos- Vatra satului / ansamblu anonim (Categorie: locuire civilă) (Tip: Așezare)          | sat Agrișu de Jos, comuna Șieu-Odorhei           | Vatra satului          |                      |            |                                                     | Încărcați imagine | Raportați eroare |
| 34798.01.02 (Cod LMI: BN-I-m-B-01274.02) | Situl arheologic de la Agrișu de Jos- Vatra satului / ansamblu anonim (Categorie: locuire civilă) (Tip: Așezare)          | sat Agrișu de Jos, comuna Șieu-Odorhei           | Vatra satului          |                      |            |                                                     | Încărcați imagine | Raportați eroare |
| 34798.01.03 (Cod LMI: BN-I-m-B-01274.01) | Situl arheologic de la Agrișu de Jos- Vatra satului / ansamblu anonim (Categorie: locuire civilă) (Tip: Așezare)          | sat Agrișu de Jos, comuna Șieu-Odorhei           | Vatra satului          |                      |            |                                                     | Încărcați imagine | Raportați eroare |
| 34798.02.01 (Cod LMI: BN-I-s-B-01275)    | Așezarea din epoca bronzului de la Agrișu de Jos - "Poderei" / ansamblu anonim (Categorie: locuire civilă) (Tip: Așezare) | sat Agrișu de Jos, comuna Șieu-Odorhei           | Platoul Poderei        |                      |            |                                                     | Încărcați imagine | Raportați eroare |
| 33649.01.01 (Cod LMI: BN-I-s-A-01278)    | Fortificația medievală de la Anieș - "Cetate" / ansamblu anonim (Categorie: fortificație) (Tip: Fortificație de piatră)   | sat Anieș, comuna Maieru                         | Cetate                 | sec. XIV - XV        |            |                                                     | Încărcați imagine | Raportați eroare |
| 33033.01.01 (Cod LMI: BN-I-m-B-01279.03) | Situl arheologic de la Apatiu - "Crucile drumului" / ansamblu anonim (Categorie: locuire civilă) (Tip: Așezare)           | sat Apatiu, comuna Chiochiș                      | Crucile drumului       |                      |            |                                                     | Încărcați imagine | Raportați eroare |
| 33033.01.02 (Cod LMI: BN-I-m-B-01279.02) | Situl arheologic de la Apatiu - "Crucile drumului" / ansamblu anonim (Categorie: locuire civilă) (Tip: Așezare)           | sat Apatiu, comuna Chiochiș                      | Crucile drumului       |                      |            |                                                     | Încărcați imagine | Raportați eroare |
| 33033.01.03 (Cod LMI: BN-I-m-B-01279.01) | Situl arheologic de la Apatiu - "Crucile drumului" / ansamblu anonim (Categorie: locuire civilă) (Tip: Așezare)           | sat Apatiu, comuna Chiochiș                      | Crucile drumului       | sec. II - III        |            |                                                     | Încărcați imagine | Raportați eroare |
| 33033.02.01 (Cod LMI: BN-I-s-B-01280)    | Situl arheologic de la Apatiu / ansamblu anonim (Categorie: locuire civilă) (Tip: Așezare)                                | sat Apatiu, comuna Chiochiș                      |                        | romană sec. II - III |            |                                                     | Încărcați imagine | Raportați eroare |
| 33033.02.02 (Cod LMI: BN-I-s-B-01280)    | Situl arheologic de la Apatiu / ansamblu anonim (Categorie: locuire civilă) (Tip: Așezare)                                | sat Apatiu, comuna Chiochiș                      |                        |                      |            |                                                     | Încărcați imagine | Raportați eroare |
| 34716.01.01 (Cod LMI: BN-I-m-A-01281.03) | Situl arheologic de la Arcalia - "La Cetate" / ansamblu anonim (Categorie: fortificație) (Tip: Fortificație)              | sat Arcalia, comuna Șieu-Măgheruș                | La Cetate              |                      |            |                                                     | Încărcați imagine | Raportați eroare |
| 34716.01.02 (Cod LMI: BN-I-m-A-01281.02) | Situl arheologic de la Arcalia - "La Cetate" / ansamblu anonim (Categorie: fortificație) (Tip: Fortificație)              | sat Arcalia, comuna Șieu-Măgheruș                | La Cetate              |                      |            |                                                     | Încărcați imagine | Raportați eroare |
| 34716.01.03 (Cod LMI: BN-I-m-A-01281.01) | Situl arheologic de la Arcalia - "La Cetate" / ansamblu anonim (Categorie: fortificație) (Tip: Așezare)                   | sat Arcalia, comuna Șieu-Măgheruș                | La Cetate              |                      |            |                                                     | Încărcați imagine | Raportați eroare |
| 34716.02.01 (Cod LMI: BN-I-s-B-01282)    | Situl arheologic de la Arcalia - "La Movilă" / ansamblu anonim (Categorie: locuire civilă) (Tip: Fortificație)            | sat Arcalia, comuna Șieu-Măgheruș                | La Movilă              |                      |            |                                                     | Încărcați imagine | Raportați eroare |
| 34716.02.02 (Cod LMI: BN-I-s-B-01282)    | Situl arheologic de la Arcalia - "La Movilă" / ansamblu anonim (Categorie: locuire civilă) (Tip: Așezare)                 | sat Arcalia, comuna Șieu-Măgheruș                | La Movilă              |                      |            |                                                     | Încărcați imagine | Raportați eroare |
| 34716.02.03 (Cod LMI: BN-I-s-B-01282)    | Situl arheologic de la Arcalia - "La Movilă" / ansamblu anonim (Categorie: locuire civilă) (Tip: Așezare)                 | sat Arcalia, comuna Șieu-Măgheruș                | La Movilă              | sec. III - IV        |            |                                                     | Încărcați imagine | Raportați eroare |
| 34716.02.04 (Cod LMI: BN-I-s-B-01282)    | Situl arheologic de la Arcalia - "La Movilă" / ansamblu anonim (Categorie: locuire civilă) (Tip: Așezare)                 | sat Arcalia, comuna Șieu-Măgheruș                | La Movilă              |                      |            |                                                     | Încărcați imagine | Raportați eroare |
| 34716.02.05 (Cod LMI: BN-I-s-B-01282)    | Situl arheologic de la Arcalia - "La Movilă" / ansamblu anonim (Categorie: locuire civilă) (Tip: Așezare)                 | sat Arcalia, comuna Șieu-Măgheruș                | La Movilă              |                      |            |                                                     | Încărcați imagine | Raportați eroare |
| 34716.03.01                              | Așezarea romană de la Arcalia / ansamblu anonim (Categorie: locuire civilă) (Tip: Așezare)                                | sat Arcalia, comuna Șieu-Măgheruș                |                        | sec. II - III        |            |                                                     | Încărcați imagine | Raportați eroare |
| 35009.01.01 (Cod LMI: BN-I-m-A-01283.04) | Situl arheologic de la Archiud - "Fundătura" / ansamblu anonim (Categorie: locuire civilă) (Tip: Așezare)                 | sat Archiud, comuna Teaca                        | Fundătura              | Petrești             |            |                                                     | Încărcați imagine | Raportați eroare |
| 35009.01.02 (Cod LMI: BN-I-m-A-01283.02) | Situl arheologic de la Archiud - "Fundătura" / ansamblu anonim (Categorie: locuire civilă) (Tip: Așezare)                 | sat Archiud, comuna Teaca                        | Fundătura              | sec. II-III p. CHr.  |            |                                                     | Încărcați imagine | Raportați eroare |
| 35009.01.03 (Cod LMI: BN-I-m-A-01283.04) | Situl arheologic de la Archiud - "Fundătura" / ansamblu anonim (Categorie: locuire civilă) (Tip: Așezare)                 | sat Archiud, comuna Teaca                        | Fundătura              | Tiszapolgár          |            |                                                     | Încărcați imagine | Raportați eroare |
| 35009.01.04 (Cod LMI: BN-I-m-A-01283.03) | Situl arheologic de la Archiud - "Fundătura" / ansamblu anonim (Categorie: locuire civilă) (Tip: Așezare)                 | sat Archiud, comuna Teaca                        | Fundătura              |                      |            |                                                     | Încărcați imagine | Raportați eroare |
| 35009.01.05 (Cod LMI: BN-I-m-A-01283.01) | Situl arheologic de la Archiud - "Fundătura" / ansamblu anonim (Categorie: locuire civilă) (Tip: Așezare)                 | sat Archiud, comuna Teaca                        | Fundătura              |                      |            |                                                     | Încărcați imagine | Raportați eroare |
| 35009.02.01                              | Situl arheologic de la Archiud - "Hânsuri" / ansamblu anonim (Categorie: locuire) (Tip: Așezare)                          | sat Archiud, comuna Teaca                        | Hânsuri                |                      |            |                                                     | Încărcați imagine | Raportați eroare |
| 35009.02.02                              | Situl arheologic de la Archiud - "Hânsuri" / ansamblu anonim (Categorie: locuire) (Tip: Necropolă)                        | sat Archiud, comuna Teaca                        | Hânsuri                | Celtică              |            |                                                     | Încărcați imagine | Raportați eroare |
| 35009.02.03                              | Situl arheologic de la Archiud - "Hânsuri" / ansamblu anonim (Categorie: locuire) (Tip: Necropolă)                        | sat Archiud, comuna Teaca                        | Hânsuri                | sec. V - VI          |            |                                                     | Încărcați imagine | Raportați eroare |
| 35009.02.04                              | Situl arheologic de la Archiud - "Hânsuri" / ansamblu anonim (Categorie: locuire) (Tip: Groapă menajeră)                  | sat Archiud, comuna Teaca                        | Hânsuri                | sec. X - XI          |            |                                                     | Încărcați imagine | Raportați eroare |
| 35009.02.05                              | Situl arheologic de la Archiud - "Hânsuri" / ansamblu anonim (Categorie: locuire) (Tip: Așezare)                          | sat Archiud, comuna Teaca                        | Hânsuri                | Petrești             |            |                                                     | Încărcați imagine | Raportați eroare |
| 35009.02.06                              | Situl arheologic de la Archiud - "Hânsuri" / ansamblu anonim (Categorie: locuire) (Tip: Așezare)                          | sat Archiud, comuna Teaca                        | Hânsuri                | Tiszapolgár          |            |                                                     | Încărcați imagine | Raportați eroare |
| 35009.03 (Cod LMI: BN-I-s-B-01284)       | Situl arheologic de la Archiud- Bidișcut (Categorie: locuire civilă) (Tip: așezare)                                       | sat Archiud, comuna Teaca                        | Bidișcut               | sec. II - III        |            |                                                     | Încărcați imagine | Raportați eroare |
| 35009.03.01 (Cod LMI: BN-I-s-B-01284)    | Situl arheologic de la Archiud- Bidișcut / ansamblu anonim (Categorie: locuire civilă) (Tip: Așezare)                     | sat Archiud, comuna Teaca                        | Bidișcut               | sec. II - III        |            |                                                     | Încărcați imagine | Raportați eroare |
| 35009.03.02 (Cod LMI: BN-I-s-B-01284)    | Situl arheologic de la Archiud- Bidișcut / ansamblu anonim (Categorie: locuire civilă) (Tip: Așezare)                     | sat Archiud, comuna Teaca                        | Bidișcut               |                      |            |                                                     | Încărcați imagine | Raportați eroare |
| 35009.04.01                              | Așezarea romană de la Archiud - "Vătășniță" / ansamblu anonim (Categorie: locuire civilă) (Tip: Așezare)                  | sat Archiud, comuna Teaca                        | Vătășniță              |                      |            |                                                     | Încărcați imagine | Raportați eroare |
| 34663.01.01 (Cod LMI: BN-I-m-A-01285.03) | Așezarea fortificată de la Ardan - "Cetățuie" / ansamblu anonim (Categorie: locuire civilă) (Tip: Așezare fortificată)    | sat Ardan, comuna Șieu                           | Cetățuie               |                      |            |                                                     | Încărcați imagine | Raportați eroare |
| 34663.01.02 (Cod LMI: BN-I-m-A-01285.02) | Așezarea fortificată de la Ardan - "Cetățuie" / ansamblu anonim (Categorie: locuire civilă) (Tip: Așezare)                | sat Ardan, comuna Șieu                           | Cetățuie               |                      |            | 47°01′12″N 24°39′36″E / 47.02000046°N 24.65999985°E | Încărcați imagine | Raportați eroare |
| 34663.01.03 (Cod LMI: BN-I-m-A-01285.01) | Așezarea fortificată de la Ardan - "Cetățuie" / ansamblu anonim (Categorie: locuire civilă) (Tip: Așezare)                | sat Ardan, comuna Șieu                           | Cetățuie               | sec. XIII - XIV      |            |                                                     | Încărcați imagine | Raportați eroare |
| 35009.05.01                              | Necropola de la Archiud / ansamblu anonim (Categorie: descoperire funerară) (Tip: Necropolă)                              | sat Archiud, comuna Teaca                        |                        |                      |            |                                                     | Încărcați imagine | Raportați eroare |
| 34798.03                                 | Topor neolitic la Agrișu de Jos - "Grădina lui Pop Pompei" (Categorie: descoperire izolată) (Tip: obiect izolat)          | sat Agrișu de Jos, comuna Șieu-Odorhei           | Grădina lui Pop Pompei |                      |            |                                                     | Încărcați imagine | Raportați eroare |
| 35009.06.01                              | Așezarea de la Archiud - "Izvoare" / ansamblu anonim (Categorie: locuire civilă) (Tip: Așezare)                           | sat Archiud, comuna Teaca                        | Izvoare                |                      |            |                                                     | Încărcați imagine | Raportați eroare |
| 35009.07                                 | Așezarea de la Archiud - "Dâlme" (Categorie: locuire civilă) (Tip: așezare)                                               | sat Archiud, comuna Teaca                        | Dâlme                  |                      |            |                                                     | Încărcați imagine | Raportați eroare |
| 35009.07.01                              | Așezarea de la Archiud - "Dâlme" / ansamblu anonim (Categorie: locuire civilă) (Tip: Așezare)                             | sat Archiud, comuna Teaca                        | Dâlme                  |                      |            |                                                     | Încărcați imagine | Raportați eroare |